# Альпеисов, Бахытжан Ашималиевич
Бахытжан Ашималиевич Альпеисов (9 марта 1960 г.род Рыскуловский район, Жамбылская область, Казахская ССР) — советский и казахский актер кино и театра, телеведущий. Заслуженный деятель Республики Казахстан (2013).

## Биография
- Бахытжан Ашималиевич Альпеисов Родился 9 марта 1960 г. на ст. Луговая Жамбульской области.
- с 1979 по 1983 гг. Окончил Алматинский институт театра и кино им. Жургенева по специальности «Актер драмы и кино».
- с 1983 по 1992 гг. артист Казахский государственный академический театр для детей и юношества имени Г. Мусрепова.
- с 1992 по 1999 гг. артист Казахский государственный академический театр драмы имени М. О. Ауэзова
- Сыграл на театральной сцене более 50 ролей.
- с 2003 г. артист АО «Казахфильм» имени Шакена Айманова
- Сейчас занимается дубляжом на казахский язык советских фильмов и российских сериалов.

## Фильмография
- 1987 Лейтенант С. - эпизод
- 1989 Влюблённая рыбка (Ахмет)
- 1989 Киян (Конечная остановка)
- 1991 Суржекей - ангел смерти
- 1992 Сон во сне (Казахстан)
- 1994 Жизнеописание юного аккордеониста (Казахстан)
- 1996—2000 Перекресток (Казахстан) - Шерхан Умаров, несчастный человек, обретший Бога
- 2001—2003 Саранча (Казахстан) - Арыстын Бапишев «Бек», мафиози
- 2008 Мустафа Шокай (Россия, Казахстан) - Исо Бухарский
- 2009 Прыжок Афалины (Казахстан)
- 2011 Алдар Косе | Алдар Көсе (Казахстан) - Ержан
- 2012 Встречная проверка | Қарсы бақылау (ТВ, Казахстан)
- 2013 Агент Z (Казахстан) - главная роль
- 2013 Он и Она (Казахстан) - Её папа
- 2013 Путь лидера. Огненная река. Железная гора | Көшбасшы жолы (Казахстан) - Каныш Имантаевич Сатпаев, президент Академии Наук Казахстана
- 2013 Ход конём (Армения, Казахстан)
- 2014 Кара шанырак | Қара шаңырақ (Казахстан) - Айдар Тореханович
- 2014 Сваты | Кудалар (Казахстан) - главная роль
- 2021 Саке  | (Казахстан) - Ильяс Жомартович
- 2022 Дос-Мукасан | (Казахстан) - Досым Сулеев в настоящ. времени.
- 2023 Завод | (Казахстан) — Бахытжан Максатович, олигарх, отец Олжаса (1—я серия)

## Награды
- «Лучшую мужская роль» в фильме «Вдвоем с отцом» на V МКФ «Евразия» (Астана, 2008)
- «Лучшая мужская роль второго плана» в фильме «Стриж» на III МКФ (г. Бурса, Турция, 2008)
- Признан лучшим актером 2008 года Союзом Кинематографистов Республики Казахстан
- Лауреат Национальной кинематографической премии «Құлагер-2009» в номинации «Лучшая мужская роль» в фильме «Вдвоем с отцом» (2009)[1]
- Присвоено почетное звание «Заслуженный деятель Республики Казахстан» (2013)